# 李志剛 (香港)
李志剛（英語：Alex Lee Chi Kong，1967年5月4日—），香港電台第二台的唱片騎師（DJ），與前香港電台DJ、香港配音員現為澳門電台DJ 吳思遠相熟，曾為他的同事，間中亦會為香港電台活動做司儀，曾參與1988年度亞洲太平洋歌唱比賽香港區決賽。現主持節目包括環球榜、Made in Hong Kong 李志剛，亦有參與電視及電影演出。他早年在荃灣區成長，在1984年畢業於天主教慈幼會伍少梅中學中五年級，在校時與曾任香港立法會議員的范國威為同級同學，近年，李志剛來澳獲他在香港電台的前同事吳思遠邀請，擔任澳門電台專題節目《升呢一大班之試圖解密》特約主持。

## 演出作品

### 曾主持電視節目
- 亞洲電視：一級奸爸爹 (1998年)
- 有線電視：線動真音樂 (2008年-2009年)
- aTV：娛樂紅人館 (2010年)

### 現主持電台節目
- Made in Hong Kong 李志剛 〈逢星期一至五13:00-15:00〉
- 環球榜 〈逢星期六18:00-20:00〉
- 好心情經理人 〈逢星期日14:00-16:00〉

### 現主持電視節目
- 亞洲電視數碼媒體：今晚見（逢星期五20:00-21:00〉

### 曾演出電影
- 2004年：見習黑玫瑰 飾 古惑仔甲

### 曾主持電台節目
- DJ先生李志剛（2006年）〈逢星期一至五19:00-20:00〉
- 音樂通天飛（1993年-1996年）〈逢星期一至五20:00-22:00〉
  - 節目口號︰穿梭城中大街小巷，牽引晚間都市動感！

### 曾聲演廣播劇
- 《飯盒五歲了》（1997年）聲演 德明
- 《臨記》 （页面存档备份，存于）（1999年）聲演 David
- 《生命白麵包》（1999年）聲演 長嫡
- 《奇幻檔案一移魂記》（2000年）聲演成大偉

### 担任嘉宾的节目
- 港台电视31：金曲复金曲（2022年）

## 爭議
2006年6月26日，李志剛出席《太陽計劃》活動時，被指用玩具狗不斷胸襲衛詩，令女方感到尷尬。李志剛及後解釋自己只是想搞氣氛，抱住玩樂心態，又認為自己與衛詩頗熟絡，不覺得自己的行為有問題。事後，衛詩亦就李志剛被捲入性騷擾疑雲向其道歉。
2016年3月18日，李志剛出席第六屆香港亞洲流行音樂節時，在台上熊抱韓國女團AOA成員雪炫，更抬腿至雪炫的腹部，引來AOA歌迷的不滿，要求李志剛道歉。李志剛其後表示自己擁抱雪炫是切合當晚的主題「環抱音樂」，並簡短地道歉，希望歌迷不要不開心。
2021年6月26日，屯馬綫通車慶祝典禮於上午在宋皇臺站內大廳舉行，同日大廳預留兩個文物展櫃亦正式揭幕，由特首林鄭月娥和港鐵非執行主席歐陽伯權負責主持。而行政長官林鄭月娥、港鐵主席歐陽伯權和行政總裁金澤培等由月台步入大廳時。司儀李志剛要求在場嘉賓和立刻起立，有記者即時稱，「咩事呀，洗唔洗呀」、「升國旗咩依家」和「做多咗啦」。

## 外部連結
- 李志剛於香港電台的個人介紹 （页面存档备份，存于）
- MadeInHK李志剛 新浪微博 （页面存档备份，存于）

### 訪談/演講錄
- 從今描繪你未來 主講：李志剛，主辦：香港浸會大學學生事務處 2011/12/23